# Venuto al mondo
Venuto al mondo, internationale titel Twice Born, is een oorlogsdrama uit 2012 van Sergio Castellitto. De film is gebaseerd op een boek van Margaret Mazzantini. 

## Verhaallijn
Gemma en haar zoon Pietro bezoeken Sarajevo. Hun geschiedenis loopt samen met het begin van het Bosnische gewapende conflict. De vader, een fotograaf, liet er het leven. De zoon is er verwekt en geboren.

## Rolverdeling
- Penélope Cruz - Gemma
- Emile Hirsch - fotograaf Diego
- Adnan Haskovic - gids Gojco
- Saadet Aksoy - draagmoeder Aska
- Pietro Castellitto - zoon Pietro
- Vinicio Marchioni - Gemma's eerste man
- Jane Birkin - Adoptiepsychologe
- Luca De Filippo - Armando
- Sergio Castellitto - pleegvader, tweede man  en militair Giuliano